# Pongaí
Pongaí é um município brasileiro do estado de São Paulo. Sua população em 2024 conforme estimativa do IBGE era de 3 443 habitantes.

## História

### Formação territorial-administrativa
Histórico da formação do município:
- Antigo povoado de Saltinho.
- Distrito criado com a denominação de Pongaí, no município de Pirajuí, pela Lei nº 2.227, de 19/12/1927.
- Município criado pela Lei nº 233, de 24/12/1948.

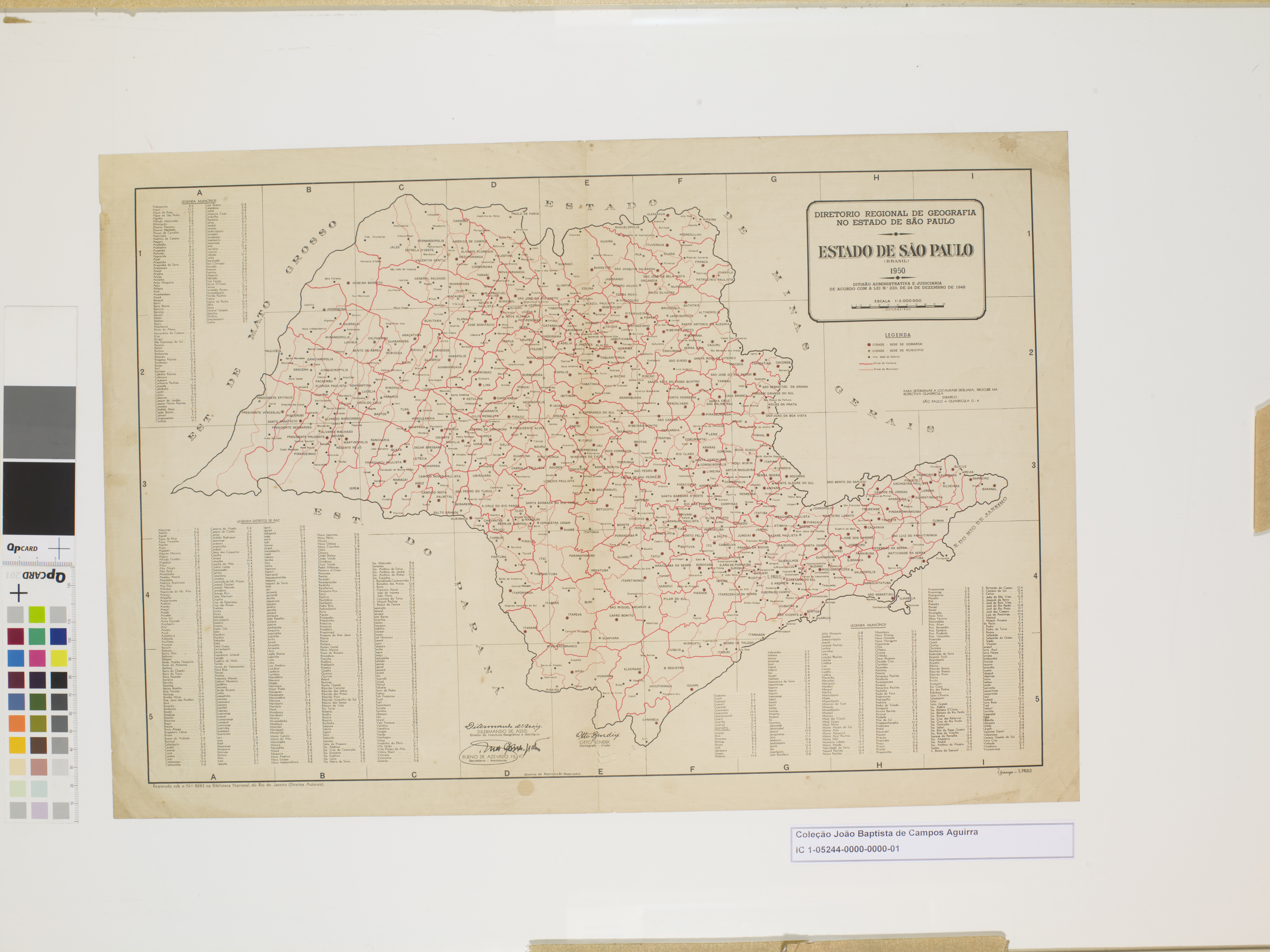
Estado de São Paulo (1948).

## Demografia

### População
| Crescimento populacional                             | Crescimento populacional | Crescimento populacional | Crescimento populacional |
| Ano                                                  | População Total          |                          | %±                       |
| ---------------------------------------------------- | ------------------------ | ------------------------ | ------------------------ |
| 1950                                                 | 6 401                    |                          | —                        |
| 1958                                                 | 5 526                    |                          | −13,7%                   |
| 1960                                                 | 4 977                    |                          | −9,9%                    |
| 1970                                                 | 3 283                    |                          | −34,0%                   |
| 1980                                                 | 3 540                    |                          | 7,8%                     |
| 1991                                                 | 3 581                    |                          | 1,2%                     |
| 2000                                                 | 3 693                    |                          | 3,1%                     |
| 2010                                                 | 3 481                    |                          | −5,7%                    |
| 2022                                                 | 3 395                    |                          | −2,5%                    |
| Est. 2024                                            | 3 443                    | [ 7 ]                    | 1,4%                     |
| Fontes: Censos Demográficos IBGE e Estimativas SEADE |                          |                          |                          |

### Dados demográficos
Dados do Censo - 2000
População total: 3.692
- Urbana: 2.909
- Rural: 784
- Homens: 1.913
- Mulheres: 1.777

Densidade demográfica (hab./km²): 20,14
Mortalidade infantil até 1 ano (por mil): 9,77
Expectativa de vida (anos): 74,87
Taxa de fecundidade (filhos por mulher): 2,23
Taxa de alfabetização: 88,99%
Índice de Desenvolvimento Humano (IDH-M): 0,794
- IDH-M Renda: 0,712
- IDH-M Longevidade: 0,831
- IDH-M Educação: 0,838

(Fonte: IPEADATA)

## Geografia

### Hidrografia
- Rio Tietê
- Ribeirão Sucuri
- Rio Dourado SP

### Rodovias
- SP-333

## Infraestrutura

### Comunicações
O sistema de telefones automáticos foi inaugurado na cidade em 1977 pela Telecomunicações de São Paulo (TELESP), que também implantou o sistema de discagem direta à distância (DDD) em 1988 com o código de área (0142). Anteriormente a cidade era atendida pela Companhia de Telecomunicações do Estado de São Paulo (COTESP).
Na década de 90 o código DDD da cidade foi alterado para (014), para padronização do sistema telefônico com a telefonia celular que estava sendo implantada em todo o estado.

## Administração
- Prefeito: Adilson Brumati

## Religião
O Cristianismo se faz presente na cidade da seguinte forma:

### Igreja Católica
- A igreja faz parte da Diocese de Lins.[15]

### Igrejas Evangélicas
Entre as igrejas protestantes históricas, pentecostais e neopentecostais, encontram-se na cidade:
- Assembleia de Deus Ministério do Belém.[17][18]
- Congregação Cristã no Brasil.[19]